# Erwin Thaler
Erwin Thaler (ur. 21 maja 1930 w Innsbrucku, zm. 29 listopada 2001) – austriacki bobsleista (pilot boba). Dwukrotny medalista olimpijski.
Dwa razy startował na igrzyskach olimpijskich (IO 64, IO 68) i na obu olimpiadach zdobywał medale. W 1964 i 1968 austriacki bob zajmował drugie miejsce w czwórkach. Thaler był również medalistą mistrzostw świata, złotym w 1967 (dwójki) i brązowym w 1963 (czwórki).